# Kwas moczowy
Kwas moczowy, 2,6,8-trioksypuryna – organiczny związek chemiczny, pochodna puryny.
Tworzy białe kryształy trudno rozpuszczalne w wodzie. W temperaturze 400 °C rozkłada się, wydzielając cyjanowodór. Ulega tautomerii laktamowo-laktimowej, co zwiększa jego charakter kwasowy, wynikający zasadniczo z tego, że jest on imidem.
U zwierząt jest produktem metabolizmu azotowego. U zwierząt urikotelicznych (ptaki, większość gadów, niektóre owady i ślimaki lądowe) do 90% zbędnego azotu wydala się jako kwas moczowy. U ssaków kwas moczowy występuje w małych ilościach we krwi, wątrobie, śledzionie i w moczu.
U człowieka i małp człekokształtnych jest końcowym produktem metabolizmu zasad purynowych pochodzących z pokarmu, z syntezy de novo oraz z rozpadu endogennych kwasów nukleinowych. Około 75% kwasu moczowego jest wydalane z moczem, 25% przechodzi do przewodu pokarmowego i jest rozkładane przez bakterie jelitowe.
Stężenie kwasu moczowego we krwi osób zdrowych wynosi 180–420 µmol/l (30–70 mg/l). Z moczem wydala się średnio 500 mg kwasu moczowego w ciągu doby w postaci obojętnej lub anionowej (zależnie od pH moczu). Ze względu na słabą rozpuszczalność w wodzie w środowisku obojętnym i kwaśnym może odkładać się w stawach, powodując dnę moczanową, i w nerkach, tworząc kamienie moczanowe. W środowisku zasadowym tworzy łatwo rozpuszczalne moczany.

## Hiperurykemia
Hiperurykemia, czyli podwyższenie stężenia kwasu moczowego we krwi występuje u człowieka m.in. w dnie moczanowej, ostrej niewydolności nerek, zespole lizy nowotworu po chemioterapii, w zespole Lescha-Nyhana oraz podczas leczenia niektórymi lekami moczopędnymi.
Do leczenia stanów z podwyższonym stężeniem kwasu moczowego we krwi stosuje się allopurynol lub febuxostat.